# Salavre
Salavre és un municipi francès situat al departament de l'Ain i a la regió d'Alvèrnia-Roine-Alps. L'any 2007 tenia 282 habitants.

## Demografia

### Població
El 2007 la població de fet de Salavre era de 282 persones. Hi havia 128 famílies de les quals 32 eren unipersonals (4 homes vivint sols i 28 dones vivint soles), 48 parelles sense fills, 44 parelles amb fills i 4 famílies monoparentals amb fills.
La població ha evolucionat segons el següent gràfic:
Habitants censats

### Habitatges
El 2007 hi havia 155 habitatges, 124 eren l'habitatge principal de la família, 13 eren segones residències i 18 estaven desocupats. 148 eren cases i 7 eren apartaments. Dels 124 habitatges principals, 106 estaven ocupats pels seus propietaris, 11 estaven llogats i ocupats pels llogaters i 7 estaven cedits a títol gratuït; 2 tenien una cambra, 8 en tenien dues, 22 en tenien tres, 43 en tenien quatre i 49 en tenien cinc o més. 112 habitatges disposaven pel capbaix d'una plaça de pàrquing. A 44 habitatges hi havia un automòbil i a 65 n'hi havia dos o més.

### Piràmide de població
La piràmide de població per edats i sexe el 2009 era:
| Homes | Edats   | Dones |
| ----- | ------- | ----- |
| 0     | 95 o +  | 0     |
| 4     | 90 a 94 | 4     |
| 0     | 85 a 89 | 4     |
| 0     | 80 a 84 | 12    |
| 8     | 75 a 79 | 8     |
| 8     | 70 a 74 | 8     |
| 4     | 65 a 69 | 4     |
| 8     | 60 a 64 | 4     |
| 0     | 55 a 59 | 8     |
| 20    | 50 a 54 | 16    |
| 20    | 45 a 49 | 16    |
| 8     | 40 a 44 | 12    |
| 4     | 35 a 39 | 8     |
| 4     | 30 a 34 | 4     |
| 16    | 25 a 29 | 8     |
| 16    | 20 a 24 | 8     |
| 4     | 15 a 19 | 12    |
| 0     | 10 a 14 | 20    |
| 4     | 5 a 9   | 0     |
| 4     | 0 a 4   | 0     |

## Economia
El 2007 la població en edat de treballar era de 179 persones, 139 eren actives i 40 eren inactives. De les 139 persones actives 130 estaven ocupades (68 homes i 62 dones) i 9 estaven aturades (4 homes i 5 dones). De les 40 persones inactives 18 estaven jubilades, 11 estaven estudiant i 11 estaven classificades com a «altres inactius».

### Ingressos
El 2009 a Salavre hi havia 129 unitats fiscals que integraven 300 persones, la mediana anual d'ingressos fiscals per persona era de 20.029 €.

### Activitats econòmiques
Dels 14 establiments que hi havia el 2007, 3 eren d'empreses alimentàries, 1 d'una empresa de fabricació d'altres productes industrials, 1 d'una empresa de construcció, 3 d'empreses d'hostatgeria i restauració, 1 d'una empresa financera, 3 d'empreses immobiliàries i 2 d'empreses de serveis.
Dels 6 establiments de servei als particulars que hi havia el 2009, 1 era un paleta, 3 restaurants i 2 agències immobiliàries.
L'any 2000 a Salavre hi havia 8 explotacions agrícoles que ocupaven un total de 288 hectàrees.

## Poblacions més properes
El següent diagrama mostra les poblacions més properes.